# 2009 dans la bande de Gaza
2007 dans la bande de Gaza - 2008 dans la bande de Gaza - 2009 - 2010 dans la bande de Gaza - 2011 dans la bande de Gaza
2007 en Cisjordanie - 2008 en Cisjordanie - 2009 en Cisjordanie - 2010 en Cisjordanie - 2011 en Cisjordanie
2007 en Palestine - 2008 en Palestine - 2009 en Palestine - 2010 en Palestine - 2011 en Palestine
2007 par pays au Proche-Orient - 2008 par pays au Proche-Orient - 2009 par pays au Proche-Orient - 2010 par pays au Proche-Orient - 2011 par pays au Proche-Orient
2007 en Israël - 2008 en Israël - 2009 en Israël - 2010 en Israël - 2011 en Israël

## Évènements

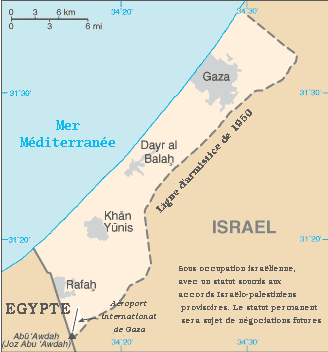
Bande de Gaza

Bande de Gaza

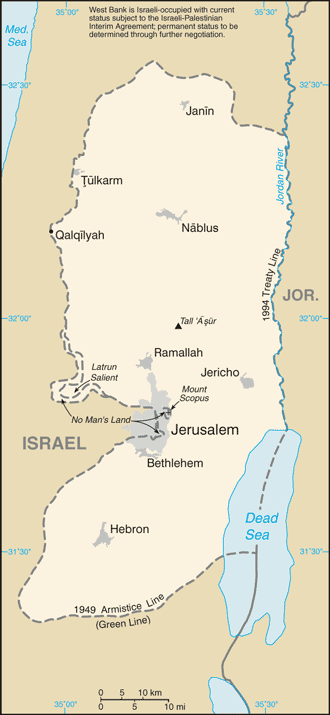
Cisjordanie

### Janvier 2009

#### du1erau 15 janvier
- Jeudi 1er janvier 2009 :
  - Un raid israélien, visant un chef local de la branche armée du Hamas à Rafah près de la frontière égyptienne, cause la mort de 4 Palestiniens dont une femme et fait une quarantaine de blessés, alors qu'un des principaux chefs du Hamas, Nizar Rayan, est tué dans le nord de la bande de Gaza dans un autre raid aérien israélien.
  - Depuis le début de l'offensive israélienne, intitulée « plomb durci », plus de 400 Palestiniens ont été tués dans la bande de Gaza et près de 2 000 autres ont été blessés ce qui en fait déjà la plus meurtrière jamais lancée par Israël dans les territoires palestiniens depuis leur occupation en juin 1967. Bien qu'elle vise le mouvement islamiste Hamas, qui contrôle la bande de Gaza depuis juin 2007, et les groupes armés tirant des roquettes contre Israël, un quart des victimes sont des civils, dont des dizaines de femmes et d'enfants, selon des rapports de l'ONU.

- Vendredi 2 janvier 2009 :
  - Les bombardements israéliens se sont poursuivis frappant avant l'aube 15 maisons appartenant à des militants du Hamas, faisant 12 blessés. Les habitants du quartier bombardé ont été avertis par des appels téléphoniques israéliens et un tir de semonce.
  - Plusieurs centaines de ressortissants étrangers (russes, américains, norvégiens, turcs, ukrainiens et biélorusses) ont fui les bombardements via le terminal d'Erez, « spécialement rouvert » par Israël  « pour permettre aux ressortissants étrangers de sortir de la bande de Gaza » au septième jour de l'offensive israélienne.
  - Sur injonction de la Cour suprême d'Israël, 8 journalistes étrangers sont autorisés à se rendre dans la bande de Gaza dont l'accès est interdit à la presse internationale depuis le début de l'offensive contre le Hamas, a indiqué l'Association de la Presse étrangère.
  - Le Programme alimentaire mondial dénonce une situation alimentaire « épouvantable » à Gaza, estimant le bilan des morts à 420 Palestiniens, hommes, femmes et enfants. Elle estime à 9 millions de dollars (6,4 millions d'euros) ses besoins immédiats « pour répondre aux besoins supplémentaires de nourriture en raison du redoublement d'intensité des combats […] La rareté du blé fait que la majorité des moulins et des boulangeries ont cessé leur activité à Gaza, et le pain, produit de base des Palestiniens, manque cruellement »[1].

- Samedi 3 janvier 2009 :
  - La branche armée du Hamas affirme avoir repoussé avec des tirs de mortiers, vers 1h00 locale (vendredi 23h00 GMT), une incursion menée par des membres des forces spéciales israéliennes qui tentaient de franchir la frontière dans la zone de Shijaiyah.
  - 442 Palestiniens ont été tués, dont 75 enfants et 21 femmes, et 2 290 autres ont été blessés, dans l'offensive lancée par Israël depuis le 27 décembre, au cours de quelque 750 raids contre le Hamas à Gaza, selon des sources médicales palestiniennes et militaires israéliennes.
  - Premières victimes de l'offensive terrestre directe contre la ville de Gaza : 1 enfant est tué et 11 autres blessés par un tir d'obus de char israélien.
  - Un second bateau chargé de 5 500 tonnes d'aide alimentaire et médicale, affrété par la Libye, a appareillé du port de Musratha (200 km à l'est de Tripoli) et doit arriver mardi matin à Al-Arich, en Égypte, où l'aide devrait être acheminée par camion dans la bande de Gaza via le terminal de Rafah. Le premier bateau libyen affrété début décembre et qui avait été contraint par la marine israélienne de rebrousser chemin, fait également route vers Al-Arich. La Libye a déjà envoyé un hôpital de campagne, 20 ambulances et 50 camions chargés d'aides humanitaires et mis en place un pont aérien pour évacuer les blessés palestiniens.
  - À 16H30, heure locale, l'artillerie israélienne a déclenché des centaines de tirs d'artillerie contre la bande de Gaza, notamment dans les secteurs de Beit Hanoun, Jabaliya (nord), Khan Younès (sud) et Gaza.
  - De nombreux témoignages attestent que l'Iran apporte une aide importante logistique et militaire au Hamas[2]. De Gaza, des centaines de Palestiniens islamistes ont été envoyés en « formation » à Damas et à Téhéran, ces dernières années. Les missiles Grad du Hamas ont connu des évolutions technologiques majeures grâce au renforcement des liens logistiques entre le Hamas et son allié iranien, via le Hezbollah libanais et la Syrie. Le Hamas dispose de plusieurs milliers de missiles, dont des katiouchas et des Grad 2, de plus longue portée capables de frapper jusqu'à 40 km à l'intérieur du territoire israélien. S'inspirant du hezbollah, le Hamas a creusé des centaines de galeries souterraines, lui permettant d'échapper aux bombardements israéliens, et aux drones, et de nombreux bunkers pour mettre ses cadres et ses munitions à l'abri.

- Dimanche 4 janvier 2009 :
  - Au moins 40 Palestiniens ont été tués aujourd'hui dans la bande de Gaza, dont 20 dans le nord, et plus de 200 autres ont été blessés, par des tirs de l'armée israélienne ou des raids israéliens, selon des sources hospitalières palestiniennes. Depuis le 27 décembre 485 palestiniens ont été tués et quelque 2 500 autres ont été blessés.
  - Le Liban envoie 20 tonnes d'aide médicale pour les habitants de la bande de Gaza à bord d'un avion de la compagnie aérienne nationale, Middle East Airlines, qui a transporté les aides en direction de la Jordanie. Selon le ministre libanais de la Santé : « Il s'agit d'équipements nécessaires aux urgences et salles d'opération […] 500 kilos de couvertures ont également été transportés à bord de l'avion ».

- Lundi 5 janvier 2009 :
  - Dans la nuit de dimanche à lundi, l'aviation israélienne a attaqué 130 objectifs dans la bande de Gaza alors que les troupes israéliennes ont poursuivi leur offensive terrestre avançant en profondeur dans plusieurs secteurs du territoire « appuyées par les bombardements des vedettes de la marine  ». Les blindés et les fantassins israéliens se sont déployés dans la bande de Gaza, l'ont coupé en deux, et encerclent la ville de Gaza, où vivent un tiers des 1,5 million de Gazaouis. Selon le porte-parole de Tsahal : « L'aviation a notamment visé une mosquée à Jabaliya où étaient entreposés des armements, ainsi que des maisons abritant des caches d'armes, des véhicules transportant des lance-roquettes et des hommes armés ». Des dizaines de membres du Hamas ont été faits prisonniers par l'armée israélienne dans la bande de Gaza depuis le début des opérations terrestres.
  - Selon l'ONG Presse Emblème Campagne, l'armée israélienne a visé et détruit plusieurs locaux de médias palestiniens dans la bande de Gaza, dont les bureaux d'Al-Aqsa Television (28 décembre), ceux du journal Al-Resalah (3 janvier), ceux de la radio Sawt Al-Aqsa (4 janvier)[3].
  - Un premier convoi de 80 camions chargés d'aides humanitaires « a commencé à transiter au terminal routier de Kérem Shalom ». Cette aide humanitaire, des médicaments et des produits de base, a été offerte par la Grèce, la Jordanie, l'Égypte, des entreprises privées et des organisations humanitaires internationales, notamment l'Agence de l'Onu pour l'aide aux réfugiés palestiniens (Unrwa).
  - Selon le CICR : « La situation est extrêmement dangereuse et la coordination de l'envoi des ambulances très complexe à cause des attaques et opérations militaires incessantes. Des blessés sont morts en attendant l'arrivée des ambulances du Croissant-Rouge palestinien […] Un demi-million de personnes, soit un tiers de la population du territoire, sont menacées d'être totalement privées d'eau […] Dix puits sur les 45 de la bande de Gaza sont hors service. Deux parce qu'ils ont été directement touchés lors des attaques aériennes, les autres parce que les pompes ne fonctionnent plus faute d'alimentation électrique »[4].
  - 200 Palestiniens détenteurs d'une autre nationalité sont autorisés à quitter la bande de Gaza lundi via le passage d'Erez.
  - Le président syrien Bachar el-Assad a exhorté l'influent dignitaire sunnite Youssef Al-Qardaoui, membre de la puissante confrérie des Frères musulmans, à « mobiliser » les peuples arabes et à « intensifier les efforts arabes et islamiques pour faire cesser l'agression sur Gaza et renforcer la position palestinienne »[5].
  - Selon The Times, Israël utiliserait des bombes au phosphore blanc pour couvrir l'assaut de ses soldats. Israël avait admis avoir eu recours au phosphore blanc en 2006 lors de son intervention au Liban. Le traité de Genève de 1980 interdit l'utilisation offensive du phosphore blanc dans les zones civiles, mais il n'existe pas d'interdiction internationale de son utilisation en tant que fumigène. Selon le quotidien britannique citant un expert militaire : « si le phosphore blanc était délibérément utilisé contre une foule de gens, cela se terminerait devant la Cour pénale internationale à La Haye ».

- Mardi 6 janvier 2009 [6]:
  - Dans le nord de la bande de Gaza, 3 soldats israéliens ont été tués et 24 ont été blessés lorsqu'un char israélien a fait feu par erreur sur leur position. Des affrontements ont lieu à Jabaliya et à Beit Lahia. L'armée israélienne a détruit à l'artillerie une école de l'ONU causant la mort de 40 personnes, affirmant que ses forces ont riposté à des tirs de mortiers en provenance de cette école. L'explosion de l'école serait dû à un stock d'explosif entreposé par la Hamas dans les locaux[7].
  - Dans le centre de la bande de Gaza, six combattants palestiniens ont trouvé la mort dans les combats de la localité de Deir al-Balah. La ville de Gaza est complètement encerclée. Des affrontements ont eu lieu  dans les quartiers de Zeitoun, Choujaïya et Touffah à Gaza, mais aussi dans les zones urbaines du nord et du sud.
  - Dans le sud de bande de Gaza, Des affrontements ont lieu à Khan Younès, Boureij et Deir El-Balah. Les chars israéliens, appuyés par des hélicoptères de combat, sont entrés peu avant l'aube dans Khan Younès, la plus grande ville du sud, défendue par les combattants du mouvement palestinien Hamas et d'autres groupes.
  - 660 Palestiniens ont été tués et 2 950 autres ont été blessés, dans l'offensive lancée par Israël depuis le 27 décembre. 130 combattants du Hamas ont été tués durant les deux derniers jours selon l'armée israélienne. Un officier israélien a été tué portant à six le nombre de soldats israéliens tués depuis le début de l'offensive.
  - Les agences de l'ONU annoncent avoir un urgent besoin de fonds pour couvrir les opérations humanitaires dans la bande de Gaza et ont demandé 67 millions de dollars supplémentaires pour faire face à l'aggravation de la situation à la suite de l'intervention israélienne. Au total, l'ONU demande désormais 529 millions de dollars pour l'année 2009. L'agence des Nations unies pour l'aide aux réfugiés palestiniens (UNRWA) a demandé 34 millions de dollars supplémentaires pour de la nourriture, du fioul, de l'argent liquide et des abris pour les nouvelles personnes déplacées par l'offensive israélienne. Le Programme alimentaire mondial, qui vient en aide habituellement à 265 000 Palestiniens dans la bande de Gaza, souhaite élargir ses distributions à 50 000 personnes supplémentaires.

- Mercredi 7 janvier 2009 :
  - Dans la nuit, un employé de l'ONG humanitaire CARE International trouve la mort au cours d'un bombardement israélien. Le centre de distribution de CARE à Gaza, où travaillait Mohammed Ibrahim Samouni, fournit habituellement des fruits et légumes frais chaque semaine à 60 000 personnes, des hôpitaux et des orphelinats.
  - Depuis le 27 décembre, 702 palestiniens ont été tués, dont 220 sont des enfants et adolescents âgés de moins de seize ans, et plus de 3 100 autres ont été blessés
  - Le numéro deux du bureau politique du Hamas, Moussa Abou Marzouk, affirme que son mouvement étudie les initiatives de paix mais exclut l'idée d'une trêve permanente avec Israël. Le Hamas maintient sa demande d'arrêt immédiat de l'offensive israélienne, de retrait de l'armée israélienne et d'ouverture des frontières du territoire côtier. Il a aussi déclaré que le Hamas ne tirerait pas de roquettes sur Israël durant la suspension des bombardements israéliens.
  - La Banque mondiale estime que 10 000 habitants sont directement touchés par l'effondrement du système d'égouts causé par les bombardements israéliens et risquent la noyade en cas d'effondrement des bassins de rétention. Les pompes qui évacuent les eaux usées vers des bassins dans le nord de la bande de Gaza, ont cessé d'opérer faute de courant électrique et de fioul.

- Jeudi 8 janvier 2009 :
  - Au sud, tôt dans la nuit, les avions israéliens ont bombardé au moins 40 objectifs dans la bande de Gaza, concentrant leurs raids sur la ville frontalière de Rafah où se trouvent des tunnels utilisés pour la contrebande d'armes. Des dizaines de chars israéliens ont pénétré dans le sud de la bande de Gaza en se dirigeant vers la ville de Khan Younès.
  - Au centre, un officier israélien a été tué par un tir de roquette anti-char et un soldat a été blessé dans des combats avec des combattants palestiniens au nord de Gaza-ville.
  - Au nord, un soldat israélien est tué et un autre blessé lors d'une opération de blindés.
  - 250 résidents étrangers et Palestiniens détenteurs d'une double nationalité, transportées dans six bus de la ville de Gaza au point de passage d'Erez, ont été autorisés par Israël à quitter la bande de Gaza vers la Jordanie.
  - L'UNRWA annonce la suspension de l'ensemble de ses activités humanitaires dans la bande de Gaza après que la camion de tête d'un de ses convois eut été touché par des tirs présumés de l'armée israélienne.
  - Le CICR accuse « l'armée israélienne de ne pas remplir son obligation de prendre soin des blessés et de leur évacuation conformément aux lois humanitaires internationales », qualifiant d'« inacceptable » le retard imposé par Tsahal pour autoriser les secours à intervenir.

- Vendredi 9 janvier 2009 :
  - Dans la nuit de jeudi à vendredi, le Conseil de sécurité de l'ONU, vote la résolution 1860  par 14 voix sur 15 — les États-Unis s'abstenant. Elle appelle à l'arrêt immédiat des combats et « condamne toute violence et hostilité dirigées contre des civils et tout acte de terrorisme » et appelle « à la fourniture sans obstructions […] de l'aide humanitaire ». Le Hamas« rejette » la résolution 1860 estimant qu'elle ne servait pas les intérêts du peuple palestinien.
  - Douze palestiniens meurent dans la nuit de jeudi à vendredi tués par les bombardements israéliens : 6 à Jabaliya dont la famille du chef local du Hamas, 3 près de Deir al-Balah, 3 à Qarara. Au moins 785 Palestiniens sont morts depuis le début de l'offensive israélienne à Gaza le 27 décembre et plus de 3 300 autres ont été blessés.
  - Mouammar Kadhafi, dirigeant de la Jamahiriya arabe libyenne, appelle les pays arabes à permettre aux volontaires de se battre contre les soldats israéliens dans la bande de Gaza.
  - Selon The Guardian, la future administration de Barack Obama serait prête à envisager des discussions indirectes avec le Hamas, ce qui représenterait un revirement total de la politique menée depuis huit ans par George W. Bush. Les négociations indirectes pourraient suivre un processus « similaire à celui mené avec l'OLP dans les années 1970 » sous la responsabilité de Richard Haas qui fut Secrétaire d'État.
  - Selon l'ONU, la situation des populations civiles dans la bande de Gaza ne cesse de se dégrader et la crise humanitaire empire « d'heure en heure », malgré la décision d'Israël d'interrompre les combats trois heures par jour pour,  « permettre à la population de se réapprovisionner et faciliter le travail des organisations non-gouvernementales ». Les ONG font part de leur impuissance face à l'immensité des besoins de la population.
  - Selon l'ONU, l'armée israélienne a bombardé en début de semaine une maison de Gaza où elle avait rassemblé 110 civils, en tuant 30.
  - Selon le Programme alimentaire mondial, au moins 80 % des habitants de la bande de Gaza dépendent de l'aide alimentaire au quatorzième jour de l'offensive israélienne, mais l'insécurité entrave les efforts de distribution de nourriture.

- Samedi 10 janvier 2009 :
  - Au nord, huit Palestiniens sont tués par un tir de char contre leur maison.
  - Depuis le 27 décembre, 854 palestiniens ont été tués, dont 270 sont des enfants et adolescents âgés de moins de seize ans, et plus de 3 490 autres ont été blessés. L'armée israélienne estime avoir tué plus de 550 combattants palestiniens au cours de la phase des bombardements aériens et de l'offensive terrestre.
  - L'aviation israélienne procède au largage de milliers de tracts en arabe sur Gaza-ville avertissant la population d'une prochaine « intensification de ses opérations contre les tunnels, les dépôts d'armes, et les terroristes dans toute la bande de Gaza » dans le territoire palestinien et conseillant : « Pour votre sécurité et celle de votre familles, il vous est demandé de ne pas vous approcher des terroristes, des dépôts et des armes ». Un message similaire a été envoyé par texto sur les téléphones portables d'habitants de Gaza.
  - Deux avions espagnols chargés de 54 tonnes d'aide humanitaire ont décollé pour la Jordanie, leur cargaison devant ensuite être distribuée à la population de la bande de Gaza. L'aide a été réunie par le ministère, la Croix-Rouge espagnole, le gouvernement régional de Galice, d'Extremadure, l'ONG Farmamundi et la ville de Barcelone.
  - Plusieurs manifestations se déroulent dans le monde : Au sud-Liban, des dizaines de milliers de personnes manifestent contre l'offensive israélienne en agitant des drapeaux jaunes du mouvement radical chiite Hezbollah avec des slogans vengeurs : « Mort à Israël ! Mort à l'Amérique ! »,  « « Quoi qu'il arrive, Gaza, les Katioucha sont prêtes » » (banderole). En France, au total 123 000 personnes ont manifesté dans 130 villes, dont 30 000 à Paris selon la police[8].

- Dimanche 11 janvier 2009 :
  - Au nord, 6 civils palestiniens d'une même famille sont tués lors du bombardement de leur maison. Dans le sud de Gaza-ville, 10 corps ont été retirés des décombres d'une maison après un bombardement.
  - Selon l'enquête de l'armée israélienne, la destruction de l'école des Nations unies, a été faite par un obus ayant raté sa cible, des militants du Hamas qui venaient de tirer une roquette depuis une position à côté de l'école. Mais elle estime que le chiffre de 39 morts établi par les services médicaux de Gaza sous contrôle du Hamas est « gonflé »[9].
  - Le général Yoav Galant, chargé de l'opération Plomb durci contre le Hamas, réclame une extension de l'offensive et le feu vert à la « phase trois » de l'opération engagée le 27 décembre, qui implique l'engagement des dizaines de milliers de réservistes rappelés depuis une dizaine de jours sous les drapeaux. Il appelle la direction politique du pays à rejeter une trêve aussi longtemps qu'Israël n'aurait pas parachevé son opération en s'assurant de la fin de la contrebande d'armes et estime que dans le cas contraire, Israël serait frustré de sa victoire militaire sur le terrain et devrait se préparer à une nouvelle opération contre le Hamas, qui contrôle la bande de Gaza, après un retrait de ses troupes.
  - La secrétaire d'État française aux Droits de l'Homme, Rama Yade, déclare sur Radio J : « La deuxième semaine de guerre vient de s'achever. Le Hamas est en grande partie responsable de cette situation, mais Israël n'est pas tout à fait innocent et je crois qu'il est normal qu'on demande que la martyrisation de Gaza cesse », elle estime que la population est « aujourd'hui prise au piège entre les belligérants […] la situation qui prévaut aujourd'hui est absolument intolérable, inacceptable, inadmissible ».
  - Des renforts de réservistes israéliens ont pénétré dans la bande de Gaza, ce qui pourrait être le prélude au lancement d'une « troisième phase » dans l'offensive avec des assauts au cœur des villes et dans les camps de réfugiés, après les bombardements aériens et le déploiement de troupes au sol.

- Lundi 12 janvier 2009 :
  - Dans la nuit de dimanche à lundi, l'aviation israélienne a mené des raids contre douze objectifs (sites de stockage, maison d'activistes, tunnels de contrebande, groupes de militants armés) dans la bande de Gaza, soit le nombre le plus bas d'attaques depuis le début de l'opération contre le Hamas il y a dix-sept jours — depuis le début de l'opération Plomb durci, l'armée israélienne a mené en moyenne une quarantaine de raids par nuit dans la bande de Gaza.
  - Le premier ministre du gouvernement islamiste à Gaza, Ismaïl Haniyeh déclare : « Je dis après 17 jours de guerre folle que Gaza ne sera pas brisée et ne tombera pas », alors que l'armée israélienne s'apprête à lancer la « troisième phase » de son offensive dans la bande de Gaza, disant même à ses militants qu'ils « se rapprochent de la victoire » mais toute initiative en vue d'un arrêt des combats doivent stipuler « l'arrêt immédiat de l'agression, le retrait des forces sionistes de la bande de Gaza, la réouverture des points de passage et la levée totale du blocus » de Gaza. Le premier ministre israélien Ehoud Olmert déclare : « Nous voulons mettre fin à l'opération quand deux conditions seront remplies : la fin des tirs de roquettes et la fin du réarmement du Hamas », affirmant que  son pays frapperait « d'une main de fer » aussi longtemps que les tirs de Qassams se poursuivront.
  - Le secrétaire général des Nations unies Ban Ki-moon annonce une prochaine tournée au Proche-Orient afin d'inciter Israël et le Hamas à décréter un cessez-le-feu et permettre à l'aide humanitaire d'entrer normalement dans la Bande de Gaza : « Aux deux camps, je dis : arrêtez, maintenant. Il y a trop de gens morts, trop de souffrance civile. Trop de gens, Israéliens et Palestiniens, vivent dans la peur quotidienne de perdre la vie […] Par-dessus tout, je veux montrer ma profonde inquiétude et ma compassion pour les innocents pris dans ces terribles circonstances, à la fois en Israël et dans le territoire occupé […] les fondations même de la société sont en train d'être détruites : les maisons des gens, les infrastructures civiles, les installations de santé publique et les écoles […] Ils n'ont nulle part où se cacher, nulle part où se réfugier […] J'en appelle une nouvelle fois aux militants du Hamas […] ils doivent cesser, ils doivent se soucier de l'avenir du peuple palestinien […] Au nom de l'humanité et du droit international, [la résolution du Conseil de sécurité] doit être appliquée ».

- Mardi 13 janvier 2009 :

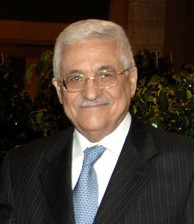
Mahmoud Abbas
(février 2007)

  - À Gaza-ville, les forces israéliennes appuyées par l'artillerie et des hélicoptères d'attaque, ont commencé à pénétrer dans les faubourgs est et ouest de la ville de Gaza (400 000 habitants) pour la première fois tôt dans la nuit de lundi à mardi, quelques heures après que le premier ministre israélien Ehoud Olmert a mis en garde les militants du Hamas contre le « poing de fer » qui s'abattra sur eux s'ils refusent les conditions israéliennes d'arrêt des combats dans la Bande de Gaza. Des navires de guerre israéliens ont aussi pilonné la côte. Dans la matinée, les blindés de Tsahal ont investi les lieux publics du quartier de Tel Hawwa, repoussant les militants du Hamas. Plusieurs autres bâtiments ont brûlé dont un dépôt de bois de construction, laissant une épaisse fumée recouvrir le secteur.
  - Depuis le 27 décembre, 910 palestiniens ont été tués et 13 israéliens dont dix soldats.
    - Le président Mahmoud Abbas accuse Israël de chercher à « anéantir » la population du territoire dévasté par 18 jours d'opérations militaires : « C'est le 18e jour de l'agression israélienne contre notre peuple, cette agression devient plus féroce chaque jour et le nombre de victimes augmente. Israël persiste dans cette agression pour anéantir notre peuple là-bas ».
    - Selon Rafic Husseini, directeur de cabinet du président de l'Autorité palestinienne : « Que peut faire l'Autorité palestinienne pour mettre un terme à ce conflit ? - Il s'agit avant tout d'un massacre de civils. Ils représentent 80 % des tués, et parmi eux il y a 50 % de femmes et d'enfants. Chaque jour une cinquantaine de Palestiniens meurent et 250 sont blessés. Cette guerre ne touche pas le Hamas et ses combattants, elle frappe les habitants. En plus, les Israéliens ont détruit toutes les infrastructures. Cela représente au moins 3 milliards de dollars de dégâts. Il faut stopper cela. C'est notre devoir ».

  - Le ministère français des Affaires étrangères, annonce l'envoi de deux envois, mercredi et vendredi, de 76 tonnes d'aide humanitaire aux populations de la Bande de Gaza. Les marchandises doivent être acheminées à partir d'Israël. La France a également un projet d'hôpital de campagne, deux équipes médicales ont pu dernièrement entrer dans la bande de Gaza et devraient être suivi de deux autres.
  - Selon deux ministres israéliens, membres du cabinet de sécurité, des dissensions existent entre la direction du Hamas dans la bande de Gaza et celle du mouvement islamiste à Damas, dirigé par Khaled Mechaal, partisan d'une ligne intransigeante, autour de la question d'un cessez-le-feu. Selon le ministre israélien de l'Intérieur, Meïr Sheetrit, «  le Hamas de Damas est prêt à combattre jusqu'à la dernière goutte de sang du Hamas de Gaza qui est en revanche disposé à un cessez-le-feu ».
  - Un photographe d'une agence de presse internationale est arrêté par l'armée israélienne alors qu'« il prenait des photos à l'intérieur de la zone militaire fermée » par Israël depuis le 29 décembre en bordure de la bande de Gaza, « il a été détenu par l'armée puis remis à la police » de Sderot (sud d'Israël). Seuls des journalistes accompagnés par des militaires peuvent pénétrer dans cette zone aux restrictions sévères.

- Mercredi 14 janvier 2009 :
  - L'armée israélienne appuyée par ses chars investit Gaza-ville ruelle par ruelle, immeuble par immeuble, cave par cave. De féroces combats ont lieu avec les activistes palestiniens.
  - Dans le sud, l'aviation israélienne bombarde les zones frontalières tuant au moins 10 palestiniens.
  - Dans le nord, deux activistes palestiniens sont tués près du camp de Jabaliya.
  - Depuis le 27 décembre, 1013 palestiniens ont été tués, dont 315 sont des enfants et adolescents âgés de moins de seize ans et 100 femmes, et plus de 4 700 autres ont été blessés. L'armée israélienne estime avoir tué plus de 550 combattants palestiniens au cours de la phase des bombardements aériens et de l'offensive terrestre.
  - L'Égypte aurait obtenu l'accord du Hamas pour son plan de cessez-le-feu et attend la réponse d'Israël.

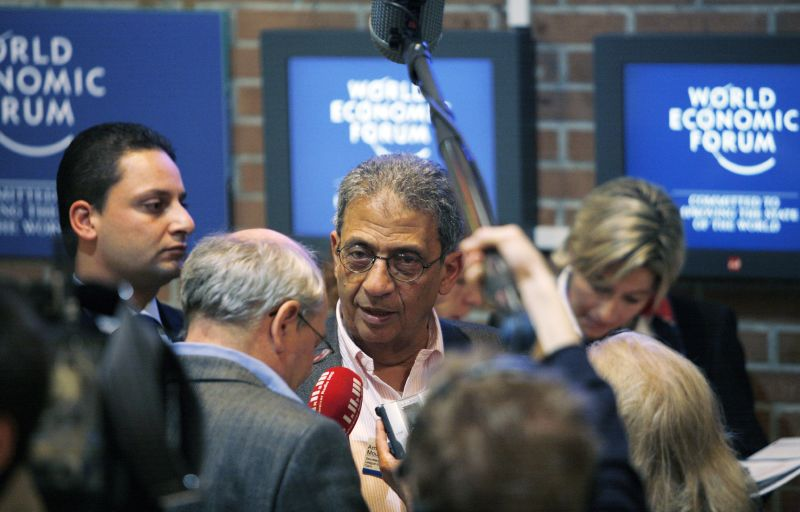
Amr Moussa
(janvier 2007)

- - Le secrétaire général de l'ONU, Ban Ki-moon débute en Égypte une tournée au Proche-Orient destinée à tenter d'obtenir la fin des combats à Gaza. Il doit s'entretenir avec le président Hosni Moubarak, le ministre des Affaires étrangères Ahmed Aboul Gheit et le patron de la Ligue arabe, Amr Moussa. Ensuite il doit se rendre en Jordanie, en Israël et dans les territoires palestiniens, en Turquie, au Liban, en Syrie et au Koweït, afin de discuter avec les responsables de la région des moyens d'obtenir un cessez-le-feu le plus tôt possible à Gaza.
  - Neuf associations israéliennes de défense des droits de l'Homme dénoncent l'offensive d'Israël dans la bande de Gaza comme étant à l'origine de souffrances sans précédent pour la population civile, qui se retrouve dans une situation de « désarroi humanitaire extrême » estimant, dans une lettre adressée au premier ministre Ehud Olmert, au ministre de la Défense Ehud Barak et à des militaires de haut rang, que « le mal infligé à la population civile atteint un niveau sans précédent » et accusant les soldats israéliens « de faire un usage délibéré d'une force meurtrière qui a à ce jour provoqué la mort de centaines de civils »[10].
  - Le chef d'Al-Qaida, Oussama ben Laden, appelle à la guerre sainte islamiste contre l'offensive israélienne dans la bande de Gaza dans un enregistrement audio de 22 minutes diffusé, par des sites Internet islamistes. Le message, daté du mois courant dans le calendrier musulman est intitulé « Appel au jihad pour arrêter l'agression contre Gaza ».

- Jeudi 15 janvier 2009 :
  - À Gaza-ville, appuyés par des hélicoptères, des chars et de l'artillerie lourde, les soldats israéliens progressent dans la ville à la recherche de combattants du Hamas. Des milliers de Gazaouis terrifiés fuient leurs maisons. Des chars israéliens concentrent leurs tirs sur les constructions d'au moins deux étages dans la centre-ville. L'hôpital touché par les combats est en feu. Le complexe de l'agence de l'ONU pour l'aide aux réfugiés palestiniens (UNRWA) est aussi en feu ravagé par les bombes au phosphore blanc tirées par l'armée israélienne, il renfermait des dizaines de tonnes d'aide humanitaire[11].
  - L'armée israélienne annonce avoir tué à Gaza le ministre de l'Intérieur du Hamas, Saïd Siam, l'un des principaux responsables du mouvement islamiste.
  - Le chef du gouvernement du Hamas, Ismaïl Haniyeh, dans une tribune publiée dans le quotidien britannique The Independent, appelle les pays occidentaux à faire pression sur Israël, pour en terminer avec l'offensive militaire contre la bande de Gaza et rappelle ses conditions pour un cessez-le-feu : « Israël doit mettre fin à sa guerre criminelle et au massacre de notre peuple, en cessant totalement et sans conditions son siège illégal de la bande de Gaza, en rouvrant tous les points de passage de la frontière et en se retirant complètement […après cela] nous pourrions considérer d'autres options ».
  - L'Association de la presse étrangère en Israël appelle au boycottage des photos et films fournis par l'armée israélienne après l'attaque d'un bâtiment abritant des bureaux de plusieurs médias arabes et internationaux. Deux cadreurs palestiniens de la télévision arabe d'Abou Dhabi ont été blessés. La FPA dénonce « la politique de Tsahal visant à contrôler la couverture médiatique à Gaza […s'insurge contre] l'interdiction faite aux journalistes étrangers de se rendre à Gaza et contre le bombardements d'immeubles abritant les bureaux de medias internationaux [… en violation] des assurances formelles de Tsahal que ces bâtiments ne seraient pas touchés […] Compte tenu de ces violations inacceptables, la FPA appelle ses membres à ne pas diffuser ou imprimer des vidéos ou des photos fournie par Tsahal en lieu et place d'une couverture médiatique indépendante jusqu'à ce que l'armée présente ses excuses ».

#### du 16 au 31 janvier
- Vendredi 16 janvier 2009 :

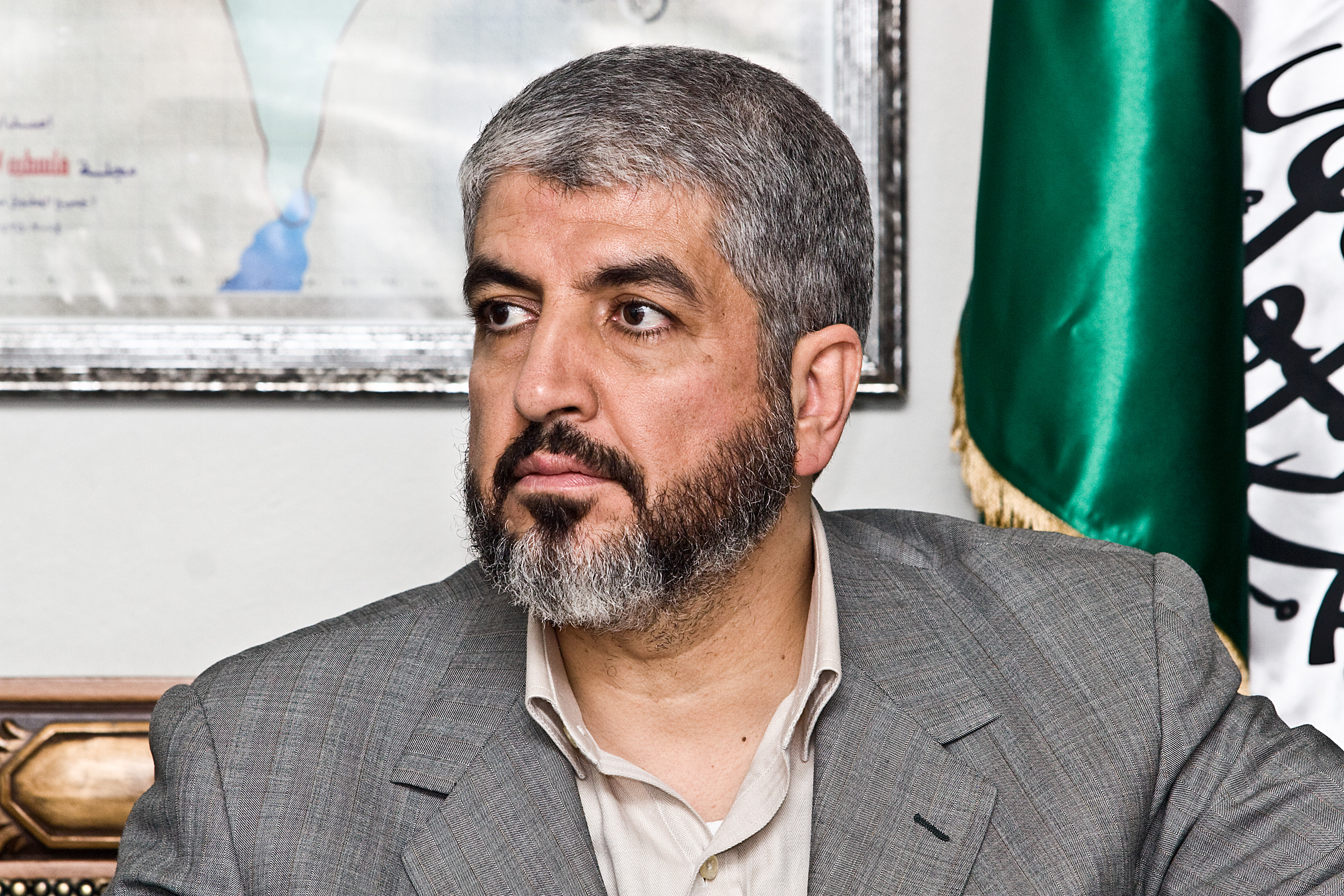
Khaled Mechaal
(janvier 2009)

  - Des ONG de défense des Droits de l'Homme — dont la Fédération internationale des ligues des droits de l'Homme (FIDH), le Réseau euro-méditerranéen des droits de l'Homme (REMDH) et la Commission internationale des juristes (CIJ) — annoncent l'envoi d'une mission du 17 au 20 janvier dans les territoires palestiniens, en Israël et en Égypte en vue d'un éventuel cessez-le-feu, expliquant leur mission par « la poursuite des violences et des violations graves du droit international humanitaire et des droits de l'Homme dans le contexte de l'opération « Plomb durci » […] L'objectif de la mission est d'appeler les autorités belligérantes à un cessez-le-feu immédiat, en application de la Résolution 1860 du Conseil de sécurité et à la levée permanente du blocus de la bande de Gaza […] Il s'agit également de demander aux autorités concernées de permettre le déploiement d'une mission d'enquête des Nations unies sur les violations graves perpétrées à l'occasion du conflit, et de poursuivre les auteurs de crimes internationaux »[12].
  - Dix membres d'une même famille palestinienne sont tués à Gaza-ville lors du bombardement contre une maison où ils s'étaient rassemblés pour un deuil.
  - Le chef en exil du Hamas, Khaled Mechaal, affirme que le mouvement islamiste n'accepterait pas les conditions d'Israël en vue d'un cessez-le-feu à Gaza, à l'ouverture aujourd'hui à Doha d'une réunion arabe consacrée à l'offensive israélienne dans le territoire palestinien : « Malgré toutes les destructions à Gaza, nous n'accepterons pas les conditions d'Israël en vue d'un cessez-le-feu car la résistance à Gaza n'a pas été vaincue ».
  - Mini-sommet de 13 pays arabes à Doha (Algérie, Comores, Djibouti, Liban, Libye, Mauritanie, Qatar, Soudan, Syrie), boycotté par neuf autres pays arabes, dont l'Égypte et l'Arabie saoudite, pour discuter de l'offensive israélienne à Gaza. Le président palestinien Mahmoud Abbas n'a pas fait le déplacement.
  - L'Assemblée générale de l'ONU adopte à une large majorité une résolution qui exige le respect sans condition de la résolution 1860 du Conseil de sécurité, y compris l'appel qui y est lancé à l'instauration immédiate d'un cessez-le-feu durable et pleinement respecté menant au retrait total des forces israéliennes de Gaza et à la distribution sans entrave dans tout Gaza de l'aide humanitaire. Malgré cette résolution votée le 8 janvier 2009, Israël a poursuivi son offensive contre le mouvement islamiste Hamas dans la bande de Gaza faisant plus de 1 100 morts depuis le 27 décembre.

- Samedi 17 janvier 2009 :
  - Des tirs israéliens atteignent une école des Nations-Unies, tuant deux personnes (une femme et un enfant) et en blessant 11 autres. D'intenses combats se déroulaient autour de l'école où l'armée israélienne avec des tanks affrontait des activistes palestiniens, quatre autres Palestiniens ont été tués près de l'école. Par ailleurs, une fillette est tuée à Beit Hanoun et trois hommes à Karama[Où ?].
  - Dans le nord, quatre parachutistes israéliens — deux soldats et deux lieutenants — ont été grièvement blessés par un tir de mortier, peut-être une erreur d'un autre soldat israélien. Cinq autres soldats auraient été légèrement blessés lors d'une autre confrontation.
  - Un responsable du Hamas, Oussama Abou Hamdane estime que la « confrontation » se poursuivra même si Israël décrète un cessez-le-feu unilatéral dans la bande de Gaza. Le porte-parole du Hamas, Fawzi Barhoum, annonce que les militants palestiniens poursuivraient les combats tant que les troupes israéliennes n'auraient pas quitté la bande de Gaza.
  - Selon le ministre égyptien des Affaires étrangères, Ahmed Aboul Gheit, Israël est le principal obstacle aux « efforts égyptiens » pour mettre fin par un accord à la guerre de Gaza. Le président égyptien Hosni Moubarak appelle Israël à cesser les combats « immédiatement » et « sans conditions », et à retirer ses troupes.
  - Le Vatican annonce que le pape Benoît XVI a fait parvenir, par l'organisation Cor Unum, une aide matérielle aux institutions catholiques opérant dans la bande de Gaza pour assister la petite communauté catholique victime d'une « grave crise humanitaire » à cause des conflits persistants.
  - Une première équipe de Médecins sans frontières qui attendait d'accéder à la bande de Gaza depuis une dizaine de jours a pu atteindre l'hôpital Al-Shifa de Gaza-ville où « énormément de blessés » victimes de l'opération militaire israélienne attendent d'être pris en charge, sans pouvoir préciser de chiffre. Les médecins ont pu constater « des traumatismes de guerre, avec des gens qui doivent être amputés ou sur lesquels il faut faire de la chirurgie orthopédique ».
  - Selon une étude provisoire du bureau central des statistiques palestinien, le coût des destructions des infrastructures dans la bande de Gaza lors de l'offensive militaire israélienne s'élève à 476 millions de dollars. 4 000 bâtiments d'habitations ont été détruits dans des bombardements israéliens ainsi que 48 bâtiments et bureaux gouvernementaux, 30 commissariats, 20 mosquées, 18 écoles et une partie du réseau routier, du réseau électrique et de celui d'adduction d'eau. Au total, 14 % des bâtiments et immeubles de la bande de Gaza ont été détruits ou endommagés.

- Dimanche 18 janvier 2009 :
  - Dans le nord, l'aviation israélienne a lancé ce matin un premier raid aérien à Gaza depuis le cessez-le-feu, visant des lanceurs de roquettes qui venaient de tirer sur Sdérot. D'autre part, une fusillade a éclaté entre soldats israéliens et combattants palestiniens près du camp de réfugiés de Djabalya. 95 corps ont été découverts dans la matinée lors du début du déblaiement des décombres en cours depuis l'entrée en vigueur du cessez-le-feu.
  - À Gaza-ville, des hélicoptères et des blindés ont tiré en riposte à des  tirs contre une unité israélienne.
  - Moussa Abou Marzouk, n°2 du bureau politique du Hamas, annonce dans une allocution diffusée par la télévision syrienne, un cessez-le-feu à Gaza et demande à Israël de retirer ses forces du territoire palestinien d'ici une semaine : « L'ennemi israélien a échoué à imposer ses conditions. Nous, les mouvements de la résistance palestinienne annonçons un cessez-le-feu dans la bande de Gaza et demandons que les forces de l'ennemi s'en retirent d'ici une semaine, ouvrent tous les points de passage pour laisser entrer les aides humanitaires et les produits de [première] nécessité ».
  - Après l'entrée en vigueur du cessez-le-feu, l'armée israélienne, annonçant un « retrait progressif », commence à quitter des positions clés dans et autour de Gaza-ville, se redéployant à proximité de la frontière avec Israël.
  - Selon l'ambassadeur palestinien en Égypte, où débute à Charm el-Cheikh un mini-sommet sur Gaza entre dirigeants arabes et européens, l'Autorité palestinienne insiste sur le déploiement d'une force internationale à Gaza « afin de protéger la population palestinienne ».
  - Le chef du gouvernement du Hamas, Ismaïl Haniyeh, déclare que le peuple palestinien avait remporté « une grande victoire » contre Israël à Gaza.

- Lundi 19 janvier 2009 :
  - Le président iranien Mahmoud Ahmadinejad, fidèle allié du mouvement islamiste palestinien, félicite le Hamas pour sa « victoire » contre Israël à Gaza en l'appelant à poursuivre la résistance : « Aujourd'hui, c'est le début de la victoire et avec la persévérance les chaînons de la victoire seront complétés […et appelle à faire] pression pour obtenir le retrait complet du régime sioniste, l'ouverture des passages, le jugement des criminels sionistes et la rupture des relations avec le régime fantoche sioniste […] par les gouvernements islamiques ».
  - Le Hamas affirme que seulement 48 de ses combattants ont été tués lors de l'offensive israélienne dans la bande de Gaza.

- Mardi 20 janvier 2009 :
  - L'armée israélienne quitte entièrement la bande de Gaza à l'occasion de l'entrée en fonction du nouveau président américain Barack Obama mais ses unités restent positionnées autour de l'enclave prêtes à intervenir en cas de reprise des hostilités après le dimanche 25 janvier, date à laquelle expire le cessez-le-feu d'une semaine décrété par le Hamas dans l'attente d'une réouverture des points de passage et de l'amélioration de la situation humanitaire.
  - Lors de sa visite sur le terrain, le secrétaire général de l'ONU, Ban Ki-moon, qualifie les bombardements ayant touché des bâtiments onusiens d'« attaques scandaleuses et totalement inacceptables ». Il estime que les personnes responsables des bombardements devront « rendre des comptes devant des instances judiciaires ».

- Mercredi 21 janvier 2009 :
  - L'armée israélienne confirme avoir achevé dès ce quatrième jour à l'aube, le retrait de ses troupes dans la bande de Gaza, mais les soldats israéliens restent présents le long de la frontière, prêts à agir en cas de reprise des tirs de roquettes palestiniens. Ce retrait marque la fin de l'opération "Plomb Durci", lancée le 27 décembre dernier pour faire cesser les tirs de roquettes du Hamas sur le sud de l'État hébreu.
  - Selon un bilan établi par des responsables des services de santé à Gaza, l'offensive israélienne a tué quelque 1 300 Palestiniens, dont la moitié de civils. L'armée israélienne a fait état de 500 morts dans les rangs des militants palestiniens, qui contestent ce bilan et parlent de 150 morts.

- Jeudi 22 janvier 2009 :
  - L'offensive de l'armée israélienne contre le Hamas dans la bande de Gaza a fait 1 330 morts palestiniens et 5 450 blessés, selon le dernier bilan des services médicaux palestiniens. Parmi les morts figurent 437 enfants âgés de moins de 16 ans, 110 femmes et 123 personnes âgées, ainsi que 14 médecins et quatre journalistes. Parmi les blessés figurent 1 890 enfants et 200 blessés graves. Quelque 600 blessés ont pu être transférés et sont soignés hors de la bande de Gaz. Côté israélien, 10 militaires et 3 civils ont été tués.
  - L'offensive israélienne n'a pas réussi à détruire tous les tunnels entre Rafah et l'Égypte et le commerce des tunnels est déjà reparti.

- Vendredi 23 janvier 2009 : La France annonce qu'une frégate porte-hélicoptères française va être déployée dans les eaux internationales au large de Gaza pour participer à la lutte contre la contrebande d'armes.

- Samedi 24 janvier 2009 : Plus de 200 écoles de la bande de Gaza gérées par l'ONU ont rouvert pour la première fois depuis l'entrée en vigueur du cessez-le-feu qui a mis fin à trois semaines de combats.

- Dimanche 25 janvier 2009 :
  - Faisant allusion aux efforts internationaux pour lutter contre la contrebande d'armes, le représentant du Hamas à Beyrouth, Oussama Hamdane affirme que le Hamas va continuer à s'armer et à développer ses capacités militaires, et aucune force ne l'empêchera d'atteindre ces objectifs : « Ni les porte-avions ni la surveillance aérienne et maritime ne peuvent nous empêcher de disposer d'armes ou d'introduire des armes dans la bande de Gaza et en Cisjordanie […] La résistance doit continuer et doit vaincre et pour cela nous devons disposer d'armes, c'est un droit légitime ».
  - Le ministre de la santé, de la jeunesse et des sports du Hamas, Bassem Naim, déclare n'avoir « aucun doute sur la victoire » du Hamas : « En 1956, il a fallu deux heures à Israël pour occuper la bande de Gaza. Il y a eu 5 500 morts. En 1967, ça a duré à peine deux jours et encore plus de victimes. Aujourd'hui, en trois semaines, notre territoire n'a pas été occupé et nous avons perdu 48 combattants ».
  - Le chanteur Cat Stevens (59 ans) — Yusuf Islam de son nom musulman — rend public l'enregistrement d'une chanson « The day the world gets round », chantée à l'origine par George Harrison et dont les droits seront versés aux Palestiniens de la bande de Gaza. Elle peut désormais être téléchargée sur plusieurs sites internet. Les droits iront à l'agence de l'ONU d'aide aux réfugiés (UNRWA) et l'ONG Save the Children pour aider les enfants et les familles de la bande de Gaza. Sur son site officiel, Cat Stevens écrit qu'il espère que cet enregistrement « aidera les gens à se souvenir de l'immense héritage d'amour, de paix et de bonheur que nous pouvons partager »[13].

- Lundi 26 janvier 2009 :
  - Selon une source militaire israélienne, l'armée voulait absolument éviter qu'un second militaire israélien ne soit fait prisonnier, après l'enlèvement en juin 2006 du caporal Gilad Shalit, à la lisière de la bande de Gaza. Les officiers ont donné aux soldats des consignes d'éviter « à tout prix » d'être capturés par des combattants palestiniens lors de l'offensive Plomb durci dans la bande de Gaza : « Il ne faut à aucun prix qu'un de vous soit enlevé en vie par le Hamas, même s'il doit se faire sauter avec les grenades qu'il porte sur lui ». Lors de l'opération, plusieurs tentatives ont été faites par des miliciens palestiniens de faire prisonniers des soldats. L'une a failli réussir, lorsqu'un soldat a été entraîné dans un souterrain avant d'être repris par ses camarades[14].
  - Le commissaire européen au Développement, Louis Michel, en visite à Gaza, estime que le Hamas avait une « responsabilité écrasante » dans la guerre qui a ravagé le territoire palestinien, parlant d'un « mouvement terroriste qu'il faut dénoncer comme tel ».
  - La Commission européenne insiste pour qu'Israël facilite l'entrée des équipes humanitaires dans l'enclave palestinienne. Le commissaire européen chargé du développement et de l'aide humanitaire, Louis Michel, présente un plan de financement de 58 millions d'euros pour les populations palestiniennes à Gaza, en Cisjordanie et au Liban. L'essentiel des fonds, soit 32 millions sur 58, sont pour Gaza, cet argent « sera utilisé pour fournir une aide de première nécessité comme l'approvisionnement en nourriture et en eau, l'assainissement, la reconstruction des abris, la mise en circulation d'argent liquide pour rétribuer le travail… ».

- Mardi 27 janvier 2009 :
  - Selon les chaînes de télévision Al-Arabiya et Al-Jazira, un groupe de soldats israéliens posté près du point de passage frontalier de Kissoufim dans le sud de la bande de Gaza, a été la cible d'un tir de trois obus en provenance du territoire palestinien, tuant un soldat israélien. Il s'agit du premier soldat ou civil israélien tué depuis l'entrée en vigueur du cessez-le-feu le 18 janvier dernier. Cette explosion a été suivie d'un accrochage nourri entre soldats israéliens et combattants palestiniens. Des avions israéliens ont rapidement survolé le secteur et des chars israéliens ont ensuite ouvert le feu en direction des terres palestiniennes avant de procéder à une opération de ratissage[15]. Lors de cette opération, deux personnes ont été blessées, à Khan Younès, lors d'une poursuite aérienne visant un combattant palestinien s'enfuyant à moto.
  - Selon un bilan du Comité international de la Croix-Rouge (CICR), plus de 100 personnes sont encore portées disparues pour leurs familles à la suite de l'offensive israélienne dans la bande de Gaza, « 650 maisons partiellement détruites, et 884 autres totalement détruites dans différentes zones, dont Tel Al-Hawa, Al-Atatra, Zaytun, Rafah et Khan Yunis », et 3 hôpitaux ont été particulièrement endommagés dont  l'hôpital de rééducation et de soins Al-Wafa, l'hôpital pédiatrique Al-Dorra et l'hôpital Al-Quds du Croissant-Rouge palestinien.
  - Grave incident diplomatique au point de passage d'Erez. Le consul général de France à Jérusalem et plusieurs de ses collaborateurs, qui s'étaient rendus pour la journée à Gaza pour « évaluer la situation, notamment l'ouverture des points de passage et examiner l'état des projets financés par la France » ont été bloqués par les autorités israéliennes plus de six heures au point de passage d'Erez. Les véhicules du convoi, qui transportait également d'autres diplomates européens, ont essuyé deux tirs de semonce en provenance des soldats israéliens[16].

- Mercredi 28 janvier 2009 : Une roquette a été tirée dans la soirée depuis la bande de Gaza en direction d'Ofakim (sud), revendiquée par les Brigades El Aqsa, la branche armée du Fatah.

- Jeudi 29 janvier 2009 : Tôt dans la nuit, un avion israélien a bombardé la zone des tunnels de contrebande reliant l'est de Rafah à l'Égypte.

- Vendredi 30 janvier 2009 :
  - Un des chefs du Hamas, Khalil al-Hayya, déclare que le soldat israélien Gilad Shalit, enlevé en juin 2006 à la lisière de la bande de Gaza et qu'il détient, ne sera pas relâché tant qu'Israël ne libèrera pas des prisonniers palestiniens en contrepartie, alors qu'Israël lie l'ouverture permanente des points de passage de la bande de Gaza, exigée par le Hamas, au sort du soldat Shalit.
  - Des ONG dénoncent les exactions des militants du Hamas contre leurs rivaux du Fatah, pour maintenir son emprise et écraser toute velléité de contestation lors et après l'offensive israélienne. Parmi ces ONG, on trouve les groupes de défense des droits de l'homme, premières victimes de cette répression, dont le centre Addameer et le Centre palestinien pour les droits de l'homme, qui ont indiqué que des dizaines de membres du Fatah ou des personnes accusées d'être des « collaborateurs » d'Israël avaient été attaqués par les services de sécurité du Hamas pendant et après l'offensive israélienne.

### Février 2009

#### du1erau 15 février
- Dimanche 1er février 2009 : Les Israéliens ont mené des frappes de représailles et pilonné les tunnels sous la frontière égyptienne qu'utilise le Hamas pour obtenir des armes. Les forces israéliennes ont aussi tué trois Palestiniens dans des accrochages à la frontière. Le premier ministre israélien Ehoud Olmert prévient qu'Israël allait réagir de « façon disproportionnée par nature » à la poursuite des tirs de roquettes palestiniennes depuis la bande de Gaza sur le sud d'Israël en dépit du cessez-le-feu entré en vigueur il y a deux semaines. L'aviation israélienne bombarde un commissariat de police, vide au moment du raid, dans le centre de la bande de Gaza.

- Lundi 2 février 2009 :
  - Dans la nuit de dimanche à lundi, l'aviation israélienne mène deux raids contre des installations du Hamas dans le centre de la bande de Gaza après les tirs de roquettes palestiniennes. Des tunnels, par lesquels Israël le soupçonne de se réarmer, ont aussi été frappés.  Dans la journée, l'aviation israélienne mène un nouveau raid dans le sud de la bande de gaza tuant un palestinien et en blessant  quatre autres.
  - Le ministre de l'Intérieur du Hamas, Ihab Al-Ghossein tente de justifier les meurtres dont ont été victimes des Palestiniens soupçonnés de collaboration avec Israël lors de la guerre à Gaza : « Des collaborateurs ont été tués durant les combats alors qu'ils tentaient de nuire à la résistance », alors que selon le porte-parole du Hamas, Taher Al-Nounou : « Le gouvernement fait la distinction entre les violations de la loi et les mesures prises par la résistance en temps de guerre pour se protéger du danger posé par les collaborateurs […] le gouvernement ne montrera aucune clémence envers les collaborateurs qui poignardent notre peuple dans le dos et ils devront rendre des comptes à la justice. S'il y en a qui sont condamnés à mort, on n'hésitera pas à exécuter la peine »[17].

- Mardi 3 février 2009 : En réplique du  tir de roquette contre la ville d'Ashkelon, l'aviation israélienne a mené une série de raids contre des tunnels souterrains situées sous la frontière entre la bande de Gaza et l'Égypte et a utilisé des missiles.

- Mercredi 4 février 2009 :
  - Le ministre de l'Habitat, Ze'ev Boim, membre du parti au pouvoir Kadima, menace publiquement d'assassinat le premier ministre du  Hamas, Ismaïl Haniyeh : « Le prochain stade de nos opérations doit être l'élimination du terroriste Haniyeh […] C'est le seul moyen d'en finir avec les tirs de roquettes contre Israël ».
  - Le bureau pour la coordination des affaires humanitaires de l'ONU (Ocha)  publie une clarification sur l'attaque israélienne du 6 janvier qui a fait 43 morts près d'une de leurs écoles dans la bande de Gaza, affirmant que l'établissement n'avait pas été touché contrairement à de précédentes déclarations. Le  bombardement, qui a fait des morts, a eu lieu en dehors de l'école et non à l'intérieur.
  - Selon le Programme de l'ONU pour le développement, la récente offensive israélienne dans la bande de Gaza s'est soldée par des destructions massives de maisons et bâtiments laissant quelque 600 000 tonnes de gravats qui devront être déblayées. Selon les premières estimations, plus de 14 000 maisons, 68 bâtiments publics et 31 installations d'organisations non-gouvernementales ont été totalement ou partiellement démolis, a précisé dans un communiqué : « Ces gravats contiennent des matériaux toxiques et dangereux et peut-être aussi des engins qui n'ont pas explosé. Tout cela doit être déblayé d'urgence pour protéger la vie des Palestiniens de Gaza et faciliter au plus vite l'accès sur place des services d'aide humanitaire et sociale ». Son agence espère collecter quelque 25 millions de dollars pour dégager les gravats, démolir les bâtiments endommagés, nettoyer les sites, repérer et désamorcer d'éventuels engins explosifs[18].
  - L'agence de l'ONU d'aide aux réfugiés palestiniens (UNRWA) accuse la police du Hamas de s'être emparée dans la nuit de mercredi à jeudi de « centaines de tonnes d'aide alimentaire » humanitaires appartenant à l'agence onusienne et entreposées dans l'un de ses centres de distribution de Gaza, après le refus du personnel de l'UNRWA de remettre cette aide au ministère des affaires sociales du gouvernement du Hamas. Les miliciens du Hamas auraient confisqué plus de 3 500 couvertures et 406 colis de produits alimentaires dans un centre de distribution dans le camp de Chati.

- Jeudi 5 février 2009 :
  - Un bateau humanitaire transportant une cargaison humanitaire depuis le port de Tripoli (Liban) vers Gaza a été intercepté par la marine israélienne et détourné vers le port d'Ashdod. Selon la marine « il a tenté d'entrer dans les eaux de Gaza » une première fois avant d'être  vers l'Égypte, mais « il a tenté de nouveau de s'infiltrer dans les eaux de Gaza. C'est alors que la marine israélienne l'a arraisonné ».
  - Les services de sécurité égyptiens ont arrêté, à la frontière de Rafah, avec la bande de Gaza, un membre du Hamas en possession de plus de 10 millions de dollars. Il  s'agit de Aymane Taha, un des négociateurs du mouvement islamiste qui retournait dans l'enclave palestinienne après des entretiens sur la trêve dans la bande de Gaza avec le chef des services secrets égyptiens, Omar Souleimane.
  - L'Égypte a refermé ce matin le point de passage de Rafah avec la bande de Gaza après l'avoir ouvert pour l'acheminement des blessés et de l'aide humanitaire durant l'offensive israélienne dans ce territoire. du 27 décembre au 18 janvier. Désormais, aucune délégation humanitaire, médicale et aucun média ne seront autorisés à entrer, de même que toute livraison d'aide médicale.

- Vendredi 6 février 2009 :
  - Les passagers et l'équipage du bateau transportant de l'aide humanitaire vers Gaza, en provenance du Liban et arraisonné jeudi par l'armée israélienne, sont libérés et expulsés. Dix d'entre eux sont expulsés vers le Liban, parmi eux, l'ancien archevêque grec-catholique de Jérusalem, Hilarion Capucci (84 ans), est  expulsé vers la Syrie. Aucune arme n'a été découverte à bord du bateau. Un millier de poches de sang transportés par le bateau et plusieurs dizaines de kilos de médicaments trouvés à bord, devraient être transférées vers la bande de Gaza.
  - Le Hamas reconnaît que la confiscation de « centaines de tonnes d'aide alimentaire » humanitaire de l'ONU à Gaza était une « erreur » et qu'elles seraient restituées.  Selon l'Unrwa, le ministère des Affaires sociales du Hamas a confisqué, dans la nuit de jeudi à vendredi, dix camions transportant 200 tonnes de riz et de farine qui avaient pénétré par le terminal de Kerem Shalom, entre la bande de Gaza et Israël.

- Mardi 10 février 2009 : Selon l'ONG Amnesty International, le Hamas mène depuis l'offensive israélienne contre la bande de Gaza fin décembre « une campagne de persécution » contre ceux qui ont, selon lui, « collaboré » avec Israël, se fondant sur des témoignages qu'elle a recueillis sur place. Durant cette « campagne », « une vingtaine d'hommes ont été assassinés, des dizaines d'autres blessés ou torturés ». Ces informations confirment celles d'autres groupes de défense des droits de l'Homme et des victimes de cette répression dans la bande de Gaza. Deux de ces groupes, le centre Ad-Dameer et le Centre palestinien pour les droits de l'homme (PCHR), avaient rapporté fin janvier que des dizaines de membres du Fatah ou des personnes accusées d'être des « collaborateurs » d'Israël avaient été attaqués par les services de sécurité du Hamas pendant et après l'offensive israélienne (27 décembre-18 janvier). Comme ces groupes, Amnesty dénonce des « enlèvements, exécutions délibérés et illégales, torture et menaces de mort contre ceux qu'elles accusent de collaborer avec Israël, de même que contre des opposants et des personnes qui critiquaient le Hamas ».

- Mercredi 11 février 2009 : Le président français Nicolas Sarkozy, en réaction des élections israéliennes de Mardi, déclare : « Je souhaite que les autorités israéliennes nouvelles aient l'obsession de la paix […] qui est la garantie de la sécurité d'Israël […] Mais pour avoir la paix, il faut un État palestinien ».

- Jeudi 12 février 2009 :
  - Le département chargé des médias au gouvernement du Hamas   autorise  à nouveau, après une interdiction de sept mois, la distribution à Gaza d'un quotidien palestinien, Al-Ayyam, publié à Ramallah en Cisjordanie et distribué dans l'ensemble des territoires palestiniens. La Hamas avait  interdit sa distribution dans la  bande de Gaza, le 27 juillet 2008 après la publication d'une caricature jugée insultante pour le mouvement islamiste.
  - Une délégation du Hamas conduite par son no 2, Moussa Abou Marzouk, s'entretient  avec des médiateurs égyptiens des moyens de consolider le cessez-le-feu à Gaza. Un autre membre de la délégation, Mohammed Nasr a déclaré  que le Hamas  cherchait à obtenir des garanties quant à l'ouverture, par Israël, des points de passage de la bande de Gaza. Selon le Hamas, Israël accepterait d'ouvrir de « 70 à 80 % » les passages dans le cadre de la trêve et les 20 % restants au moment du règlement de l'affaire du soldat israélien Gilad Shalit.

- Vendredi 13 février 2009 :  L'aviation israélienne a mené plusieurs opérations de frappes aériennes dans la Bande de Gaza, faisant plusieurs victimes, dont un blessé léger lors de la destruction d'un atelier dans le camp de réfugié de Jabaliya et un mort, membre des Comités de résistance populaire, et un blessé grave près de la ville de Khan Younès. Tsahal a également annoncé avoir bombardé six tunnels utilisés pour la contrebande d'armes à la frontière entre Gaza et l'Égypte, tuant un Palestinien et en blessant 3 autres.

#### du 16 au 28 février
- Lundi 16 février 2009 : 
  - Selon Reporters sans frontières qui s'est rendu en Israël, dans la bande de Gaza et en Cisjordanie, pour dresser un bilan des violations de la liberté de la presse commises pendant le conflit de janvier, « l'information a été une autre victime' » de l'offensive israélienne, dénonçant « le contrôle de l'information en temps de guerre » comme « un objectif militaire » et juge également le Hamas « responsable de violations graves de la liberté de la presse ».
  - En réaction aux deux roquettes tirés contre Israël, un char israélien a tiré un obus qui a tué un Palestinien.
  - L'aviation israélienne a bombardé des tunnels de contrebande dans le secteur de Rafah à la frontière entre la bande de Gaza et l'Égypte après le tir de deux roquettes contre le sud d'Israël depuis le territoire palestinien.

- Mercredi 18 février 2009 : 
  - Le Hamas rejette  les « conditions » posées par le cabinet de sécurité israélien, qui a lié la conclusion d'une trêve dans la bande de Gaza à la libération du soldat Gilad Shalit. Le Hamas estime que ces conditions  « entravent délibérément les efforts » de l'Égypte dans son rôle de médiateur et montrent qu'Israël « veut utiliser la trêve et Shalit à des fins politiques dans le cadre des tractations en cours » en vue de former son nouveau gouvernement.
  - L'Union européenne accorde à  l'Agence des Nations unies pour les réfugiés palestiniens (UNRWA) 41 millions d'euros d'aide pour répondre aux besoins humanitaires dans la bande de Gaza, dont un premier  montant de  18 millions d'euros mobilisé « pour des projets humanitaires, nécessités par le récent conflit dans la bande de Gaza ». La reine Rania de Jordanie, qui est d'origine palestinienne, avait appelé la veille à l'octroi d'une aide d'urgence à l'UNRWA.

- Jeudi 19 février 2009 : 
  - Une force israélienne pénètre brièvement  dans la ville de Gaza avant de se retirer après des échanges de tirs avec des combattants palestiniens. Les  blindés couverts par un hélicoptère, sont entrés dans le secteur oriental de Gaza où ils ont ouvert le feu après avoir essuyé des tirs de roquettes anti-chars.
  - Un Palestinien qui s'était approché de la clôture de sécurité dans le sud de la bande de Gaza a été blessé légèrement par des tirs de soldats israéliens. Les militaires ont effectué une brève incursion dans ce secteur et arrêté ce Palestinien qui a été ensuite hospitalisé en Israël où il a été  interrogé.
  - Le  sénateur démocrate John Kerry, président de la commission des affaires étrangères du Sénat et candidat démocrate à la présidence des États-Unis en 2004, accompagné de deux autres membres du Congrès américain, Brian Baird et Keith Ellison, effectuent une visite  dans la bande de Gaza. Il s'agit de la première visite de cette importance depuis l'an 2000.

- Lundi 23 février 2009 : 
  - Une délégation du Parlement européen, composée de parlementaires de plusieurs nationalités, et dirigée par son président Hans-Gert Pöttering, effectue  une visite dans la bande de Gaza. La délégation s'est rendue dans la ville de Gaza, après avoir traversé le point de passage de Rafah : « Nous sommes ici pour prendre des informations sur la situation tragique pendant et après la guerre ».
  - Dans un message audio mis en ligne sur un site web islamiste, le numéro deux d'Al-Qaïda, Ayman al-Zawahri, met en garde les Palestiniens contre l'acceptation d'une trêve avec Israël, affirmant que des « collaborateurs arabes d'Israël » tentent d'imposer une trêve dans la Bande de Gaza pour vaincre les Palestiniens, et  que la guerre sainte « pour libérer la Palestine et les autres patries de l'Islam ne doit pas cesser » et menaçant :  « Si le champ se resserre en un endroit, il s'élargit en d'autres lieux ».

- Vendredi 27 février 2009 : Le chef de la diplomatie  de l'Union européenne, Javier Solana, entame une visite dans la bande de Gaza — dans la localité d'Ezzbet Abedrabbo — pour constater une partie des dégâts causés par l'offensive israélienne  entre le 27 décembre et le 18 janvier et rencontrer des représentants de la « société civile » et des hommes d'affaires. Aucune rencontre n'est officiellement prévue avec des représentants du Hamas, considéré comme une organisation terroriste par l'UE.

- Samedi 28 février 2009 : Le numéro deux du bureau politique du Hamas, Moussa Abou Marzouk, en exil à Damas (Syrie), effectue  une visite dans la bande de Gaza, pour la première fois depuis plus de 30 ans. Une source officielle égyptienne à la frontière a confirmé son entrée dans la bande de Gaza. Moussa Abou Marzouk est né en 1951 à Rafah. Il avait quitté la bande de Gaza en 1975 pour effectuer des études en Égypte avant de se rendre en 1984 aux États-Unis pour obtenir un doctorat d'ingénieur. Il ne s'était plus rendu à Gaza depuis.

### Mars 2009
- Dimanche 1er mars 2009 : L'ex-premier ministre britannique, Tony Blair, représentant du Quartette pour le Proche-Orient, effectue sa première visite  dans la bande de Gaza depuis sa nomination au poste.

- Lundi 2 mars 2009 : Six semaines après la fin de l'offensive israélienne, ouverture à Charm el-Cheikh (Égypte)  de la conférence de la communauté internationale, en présence de quelque 75 délégations du monde entier, pour apporter une aide financière massive à la reconstruction de la bande de Gaza et à la relance de son économie. Le chef de la diplomatie égyptienne Ahmed Aboul Gheit annonce que 4,481 milliards de dollars ont été recueillis pour les deux prochaines années. Ces fonds  devront être distribués grâce à des mécanismes déjà en place, via l'Autorité palestinienne et non par le Hamas islamique, maître de Gaza depuis son coup de force de 2007. Les donateurs ont également pressé Israël de rouvrir « immédiatement » les points de passage avec Gaza pour permettre sa reconstruction[19].

- Mardi 3 mars 2009 : L'aviation israélienne a bombardé a mené au moins 7 raids contre des tunnels de contrebande dans le sud de la bande de Gaza, faisant 4 blessés. Dans la nuit, 2  nouveaux raids contre des tunnels de contrebande ont été menés, sans faire de blessé, mais « des explosions secondaires se sont produites dans l'un d'entre eux ».

- Mercredi 4 mars 2009 : L'aviation israélienne tue dans un raid près du camp de réfugiés de Jabaliya, Khaled Shaalane un important chef du Jihad islamique. Lors de cette attaque un autre combattant islamiste est gravement blessé.

- Jeudi 5 mars 2009 : Un  raid de l'aviation israélienne a tué 3 combattants islamistes et en a blessé 2 autres près du camp de réfugiés de Maghazi  dans le centre de la bande de Gaza. Selon les Israéliens, le raid aérien visait un groupe d'hommes armés ayant tiré une roquette anti-char en direction d'une unité israélienne du côté israélien de la clôture de sécurité. Dans la soirée quatre autres raids ont été menés contre des tunnels de contrebande creusés sous la frontière entre la bande de Gaza et l'Égypte à la hauteur de Rafah.

- Samedi 7 mars 2009 : Un raid aérien israélien tue un combattant palestinien dans le nord de la bande de Gaza près de la localité de Beit Lahiya après que 5 roquettes ait été tirées vers le sud d'Israël, sans faire ni victime ni dégât.

- Mardi 10 mars 2009 : L'ONG israélienne Gisha, publie une courte animation nommée « Zone Fermée » (en anglais, Closed zone), d'une durée de 1 minute et 35 secondes sur le blocus de la bande de Gaza par l'armée israélienne. Il met en scène un personnage, « un peu enfant, un peu adulte, un peu arabe et un peu juif », retenu dans Gaza par des mains qui lui bloquent toutes les issues. Cette animation a été réalisée par Yoni Goodman[20].

- Jeudi 19 mars 2009 : Deux combattants palestiniens, membres des Brigades des martyrs d'Al Aqsa, ont été tués lors d'un  raid aérien israélien près de la ville de Deir el-Balah (centre).

- Lundi 23 mars 2009 : 
  - Le Rapporteur spécial de l'ONU sur la situation dans les Territoires palestiniens, Richard Falk, réclame dans un rapport une « enquête d'experts » sur l'offensive israélienne contre la bande de Gaza en janvier, pour déterminer si, étant donné le contexte, il était possible aux Israéliens de distinguer entre cibles militaires et population civile. Il estime  qu'« il y a des raisons de conclure » qu'elle constitue un « crime de guerre de la plus grande ampleur », car selon lui  le « recours à la force » par Israël pour faire cesser les tirs de roquettes palestiniennes sur son territoire n'était « pas justifié du point de vue légal étant donné […] les alternatives diplomatiques disponibles ».
  - Le Département d'État des États-Unis accuse le Rapporteur spécial de l'ONU, Richard Falk, d'être « partial » pour avoir réclamé une enquête sur l'offensive israélienne contre la bande de Gaza en janvier en invoquant des « raisons » de croire qu'il s'agissait d'un crime de guerre : « Nous avons déjà exprimé à plusieurs reprises nos préoccupations au sujet des opinions du rapporteur spécial à ce sujet […] Nous avons conclu que les opinions du rapporteur étaient tout sauf équitables […] Nous les considérons comme partiales. Nous l'avons dit très clairement ».

- Mercredi 25 mars 2009 : Le coordinateur spécial de l'ONU pour le processus de paix au Proche-Orient, Robert Serry, s'est inquiété de l'absence de progrès pour la reconstruction de Gaza, plus de deux mois après la fin de l'offensive israélienne : « Je suis franchement préoccupé par le fait que, deux mois après le conflit, les choses n'avancent pas de manière significative sur le terrain […] Nous avons besoin de progrès urgents sur le cessez-le-feu, l'ouverture des points de passage, l'échange de prisonniers et la réconciliation entre Palestiniens […] Cela servira à tous ceux, de tous les côtés, qui cherchent la paix à travers la négociation et la coexistence ».

- Jeudi 26 mars 2009 : L'organisation Human Rights Watch estime que l'armée israélienne « a de manière répétée tiré des munitions au phosphore blanc au-dessus de zones de population, tuant et blessant des civils et endommageant des infrastructures civiles, y compris une école, un marché, un entrepôt de stockage d'aide humanitaire et un hôpital » et que  « le tir répété d'obus de 155 mm au phosphore blanc qui explosent dans les airs sur des zones densément peuplées était sans distinction et indique la perpétration de crimes de guerre ».

- Mardi 31 mars 2009 :  
  - Six tunnels utilisés pour la contrebande de carburant et d'aliments ont été détruits par les forces de sécurité  égyptiennes. Des tuyaux, des pompes, des produits alimentaires, des vêtements, des jouets, des friandises et des pièces détachées automobiles se trouvaient dans les tunnels.
  - Deux combattants palestiniens ont été tués et quatre autres ont été blessés lors d'échanges de tirs avec l'armée israélienne à la hauteur du terminal routier de Kissoufim, après une explosion au passage d'une jeep militaire israélienne dans le secteur. Un hélicoptère israélien est ensuite également intervenu dans les combats.

### Avril 2009
- Samedi 4 avril 2009 : trois activistes palestiniens ont été blessés au cours d'un accrochage avec des soldats israéliens qui avaient pénétré à l'intérieur du territoire palestinien après avoir repéré des hommes armés s'approchant de la barrière de sécurité dans le nord de la bande de Gaza.

- Mardi 7 avril 2009 : selon un rapport du Bureau de la coordination des affaires humanitaires des Nations unies (OCHA), l’exportation des fleurs produites à Gaza — essentiellement des œillets et des roses — est très réduite de l'ordre de 450 000 unités sur 6 millions d'unités produites depuis le 12 février, à cause du maintien du blocus qui limite au strict minimum les importations/exportations vers/depuis la bande de Gaza[21].

- Lundi 13 avril 2009 : la marine israélienne a ouvert le feu et fait sauter au large de la ville de Gaza un bateau de pêche palestinien bourré d'explosifs. Le bateau palestinien se trouvait à quelque 400 mètres du rivage lorsqu'il a été pris pour cible.

- Jeudi 16 avril 2009 : Raid aérien ciblé de l'aviation israélienne contre une maison dans le camp de réfugiés de Maghazi (centre), à la suite du tir d'une roquette la veille, la première en onze jours.

- Vendredi 17 avril 2009 : Réapparition publique du chef du gouvernement du Hamas, Ismaïl Haniyeh et du plus influent dirigeant du mouvement islamiste dans la bande de Gaza, Mahmoud Zahar. Ces deux dirigeants ont tenu des prêches séparés dans deux mosquées de Gaza-ville à l'occasion de la prière du vendredi.

- Samedi 18 avril 2009 : 
  - La frontière entre la Bande de Gaza et l'Égypte a été ouverte pour permettre aux malades nécessitant un traitement médical de quitter le territoire habituellement bouclé.
  - Les autorités égyptiennes annoncent la découverte de cinq tunnels utilisés pour la contrebande au nord de la localité frontalière de Rafah.

- Mardi 21 avril 2009 : Ouverture dans la bande de Gaza d'une banque islamiste liée fortement au mouvement Hamas. Nommée Banque nationale islamiste, elle est dotée d'un capital initial de 20 millions de dollars et occupe un immeuble de 4 étages au centre de la ville de Gaza, sa direction est composée de personnalités appartenant au Hamas ou proche de lui. La banque doit fonctionner sur les préceptes de la finance islamique interdisant de percevoir des intérêts, une pratique assimilée à l'usure. Elle démarre avec les comptes de quelque 6 000 fonctionnaires de l'administration territoriale du Hamas. L'Autorité monétaire palestinienne, qui joue le rôle de banque centrale auprès de l'Autorité palestinienne, a refusé d'octroyer une licence à la nouvelle banque et a appelé à son boycottage.

### Mai 2009
- Vendredi 1er mai 2009 : L'aviation israélienne a mené un raid contre des tunnels de contrebande dans le sud de la bande de Gaza. L'attaque, qui n'a pas fait de victime, a visé deux tunnels dans le secteur de Rafah. Selon les Israéliens, ce raid fait suite à « deux tirs de roquettes contre le sud d'Israël, l'un jeudi soir et l'autre vendredi en début d'après-midi » qui ont visé la région d'Eshkol, sans faire ni victime ni dégât.

- Mardi 5 mai 2009 : Selon un rapport d'enquête publié par l'ONU, la responsabilité de l'État d'Israël est engagée dans six incidents ayant causé des morts, blessures ou dégâts dans les installations de l'ONU lors de son offensive dans la bande de Gaza en décembre et janvier.

- Mercredi 13 mai 2009 : Le vice-secrétaire général du Hezbollah libanais, Cheikh Naïm Kassem, reconnaît que son mouvement est en train de fournir « tout type de soutien » au Hamas : « C'est un des secrets de la résistance de ne pas parler en détail du soutien que nous apportons, mais il suffit de dire que nous leur apportons tout type de soutien qui peut aider la résistance palestinienne […] Tout type de soutien possible[22].

- Samedi 16 mai 2009 : Les autorités égyptiennes autorisent la réouverture du terminal routier de Rafah « pour des raisons humanitaires et fonctionne dans les deux sens »[23].

- Mardi 19 mai 2009 : à la suite du tir d'une roquette depuis la bande de Gaza vers la ville de Sdérot, détruisant une maison et blessant deux personnes, l'aviation israélienne a lancé une série de raids dans la bande de Gaza pour bombarder à six reprises les emplacements de tunnels servant à la contrebande avec l'Égypte. Une attaque a aussi eu lieu contre un groupe d'hommes armés au sud de la ville de Gaza, et deux autres contre deux ateliers de construction métallurgique au nord et au sud de la ville de Gaza. Selon l'armée israélienne, plus de 200 roquettes et obus de mortier ont été tirés depuis Gaza vers Israël depuis la fin de l'offensive israélienne (27 décembre-18 janvier).

- Vendredi 22 mai 2009 : Deux Palestiniens sont tués par des soldats israéliens alors qu'ils tentaient de poser une bombe le long de la barrière frontalière peu avant l'aube.

### Juin 2009
- Lundi 8 juin 2009 : 4 activistes palestiniens ont été tués et 12 autres blessés lors d'accrochages avec les israéliens dans le secteur des points de passages frontaliers de Karni et Nahal Oz à l'est de Gaza-ville. Ils tentaient de s'infiltrer en Israël et portaient des ceintures explosives. Une organisation palestinienne jusqu'ici inconnue, « Les soldats d'Allah », a revendiqué la responsabilité de l'attaque[24].

- Dimanche 14 juin 2009 : Dans la nuit de samedi à dimanche, l'aviation israélienne a mené deux raids visant des tunnels de contrebande entre Gaza et l'Égypte. 4 Palestiniens ont été blessés.

- Lundi 15 juin 2009 : Troisième anniversaire de la prise de contrôle totale de la bande de Gaza par les islamistes du Hamas au terme d'une semaine d'affrontements meurtriers avec les troupes du Fatah, le parti du président de l'Autorité palestinienne Mahmoud Abbas. Sur le plan politique, la prise de contrôle de la bande de Gaza par le Hamas a consacré la division entre Palestiniens. Depuis, la bande de Gaza est soumise à un strict blocus de la part d'Israël, qui ne laisse entrer que les denrées humanitaires pour répondre aux besoins des quelque 1,5 million de Palestiniens qui y vivent, soit l'une des densités les plus fortes au monde.

- Vendredi 26 juin 2009 : Israël a libéré le député  Abdel Aziz Doweik, président du Parlement palestinien et membre du Hamas, arrêté il y a trois ans après l'enlèvement en juin 2006 du soldat Gilad Shalit. Il a été libéré après avoir purgé sa peine de trois ans. Il avait arrêté en 2006 avec des dizaines de responsables du Hamas, dont des ministres et des dizaines de députés, dans le cadre d'une vaste campagne contre le mouvement islamiste après l'enlèvement.

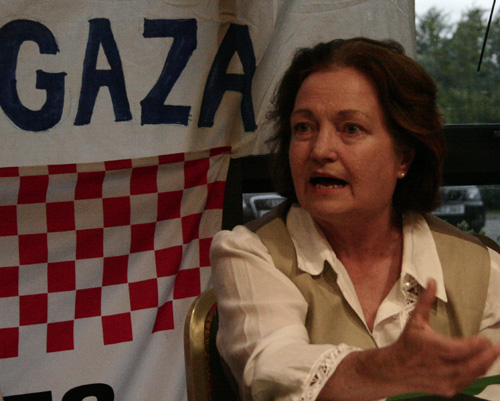
Mairead Corrigan
(juillet 2009)

- Lundi 29 juin 2009 : 21 militants pro-palestiniens ont embarqué à Larnaca (Chypre) sur un bateau du mouvement Free Gaza à destination du territoire palestinien, dans le but de dénoncer le blocus israélien. Plusieurs expéditions du même ordre auraient été menées avec succès l'an dernier et auraient permis de remettre de l'aide aux habitants de Gaza. Le bateau, sur lequel se trouvent des activistes de 11 nationalités dont la prix Nobel de la paix Mairead Maguire, espère accoster sur les rives de la bande de Gaza mardi, après une trentaine d'heures de trajet[25].

- Mardi 30 juin 2009 : Cinq navires de la marine de guerre israélienne ont arraisonné le cargo « Arion », battant pavillon grec, transportant 21 militants pro-palestiniens, qui tentaient de parvenir sans autorisation à Gaza soumise au blocus israélien. Le bateau avait tenté de continuer sa route en dépit des injonctions de la marine israélienne lui enjoignant de faire demi-tour. Intercepté après son entrée dans les eaux territoriales de Gaza, il a été conduit au port israélien d'Ashdod où les passagers et membres de l'équipage ont été arrêtés.

### Juillet 2009
- Jeudi 2 juillet 2009 : Le tir d'obus d'un char israélien, lors d'une escarmouche dans un secteur proche du camp de réfugiés de Boureij, cause la mort d'une fillette palestinienne et blesse quatre autres personnes.

- Vendredi 3 juillet 2009 : Israël a libéré le député du Hamas, Ibrahim Abou Salem, arrêté il y a trois ans après l'enlèvement en juin 2006 du soldat Gilad Shalit. Il a été libéré après avoir purgé sa peine de trois ans[26].

- Jeudi 16 juillet 2009 : Une roquette tirée depuis le quartier Choujaiya de la ville de Gaza s'est abattue dans un champ près du kibboutz Nahal Oz (sud d'Israël), sans faire ni victime ni dégât. Selon l'armée israélienne, plus de 200 roquettes et obus de mortier ont été tirés depuis la bande de Gaza vers Israël depuis la fin de l'offensive israélienne de décembre/janvier.

- Dimanche 19 juillet 2009 : Deux Palestiniens sont morts par asphyxie dans un tunnel de contrebande sous la frontière avec l’Égypte par des émanations de fioul provoquées par une fuite, puis ont été ensevelis par l'effondrement du tunnel.

- Mardi 21 juillet 2009 :
  - L'armée israélienne a effectué une incursion près de Khan Younès (sud) où elle a détruit une maison de trois étages et des fermes, à la suite de tirs palestiniens contre des soldats israéliens.
  - Dans la soirée, à Khan Younès, un attentat à la bombe lors du mariage du neveu de Mohammed Dahlan, ancien homme fort du territoire opposant au Hamas, a fait 52 blessés dont 5 graves.

- Dimanche 26 juillet 2009 :
  - Le Hamas, par la voix du président de la Haute Cour Abdel Raouf Halabi, entend imposer aux avocates le port du jilbab (robe longue) et du hidjab (foulard islamique) lors des audiences devant les tribunaux. Cette volonté est dénoncée par le président du barreau Salamat Bessissou et par le Centre palestinien pour les droits de l'homme (PCHR)[27].
  - L'effondrement d'un tunnel de contrebande sous la frontière avec l’Égypte fait 4 morts. 6 autres personnes ont pu être secourues. Israël affirme en avoir détruit des dizaines lors de ses bombardements de décembre/janvier.

- Mercredi 29 juillet 2009 : Les autorités israéliennes ont autorisé la livraison prochaine de 310 tonnes ciment à la bande de Gaza pour la première fois depuis leur offensive de décembre et janvier. Ce ciment est destiné à la reconstruction d'un moulin, d'un centre de traitement des eaux usées et du cimetière britannique.

- Vendredi 31 juillet 2009 : Le Fatah du président Mahmoud Abbas annonce que 57 de ses délégués sont parvenus à quitter au cours des derniers jours la bande de Gaza, pour se rendre en Cisjordanie où se tient à partir de mardi le congrès de la formation nationaliste. Le Hamas au pouvoir dans la bande de Gaza refuse de laisser les quelque 450 délégués du Fatah se rendre en Cisjordanie, posant comme condition préalable la libération de 900 ses militants détenus en Cisjordanie. Le congrès du Fatah, à partir de mardi, est le premier depuis 20 ans.

### Août 2009
- Samedi15 août 2009 : Lors d'une opération de répression contre le groupe salafiste Jund Ansar[28], le Hamas, a pris d'assaut à l'arme lourde[29], la mosquée dans laquelle se trouvaient les membres de ce groupe, tuant 24 personnes, dont le chef Abdelatif Moussa, et faisant 130 blessés[30].